# Battle for the Planet of the Apes
Battle for the Planet of the Apes és una pel·lícula estatunidenca dirigida per J. Lee Thompson i estrenada l'any 1973. És la cinquena pel·lícula de la saga inspirada en la novel·la El planeta dels simis de Pierre Boulle.

## Argument
Més de vint-i-set anys han passat des de l'aixecament dels micos orquestrat per Caesar. Aquest últim governa ara el seu poble de la manera més justa possible. Humans i simis cohabiten plàcidament, els simis ocupen tanmateix les més elevades funcions. Però aquest equilibri es malmet pel general Aldo, un goril·la bel·licós que té una profunda aversió als homes. D'altra part, Caesar aviat ha d'enfrontar-se a una colònia d'humans que viuen en les ruïnes de San Francisco. Aquests, sota les ordres de l'implacable governador Kolp, projecten atacar el poble de Caesar."

## Repartiment
- Roddy McDowall: César
- Claude Akins: General Aldo
- Natalie Trundy: Lisa
- Severn Darden: Governador Kolp
- Lew Ayres: Mandemus
- John Huston: El legislador
- Paul Williams: Virgil
- Austin Stoker: MacDonald
- Noah Keen: Abe el professor
- Richard Eastham: Capità dels mutants
- France Nuyen: Alma
- Paul Stevens: Mendez[4]
- Roddy McDowall: Dr. Cornélius
- Kim Hunter: Dr. Zira

## Producció
Aquesta pel·lícula va ser llançada just després de la precedent que havia de ser originalment el final de la saga al cinema però els productors van decidir de fer una última pel·lícula per intentar fer encara alguns beneficis abans de llançar una sèrie de televisió derivada de la franquícia d'èxit.

### Càsting
Roddy McDowall interpreta de nou el paper de Caesar.
Natalie Trundy reprèn el paper de Lisa que ha esdevingut la dona de Caesar amb qui ha tingut un fils nomenat Cornélius com el seu avi.
Claude Akins interpreta el paper del general goril·la Aldo, destacar que un simi del mateix nom era ja present en la pel·lícula precedent i hi va ser interpretat per David Chow però no s'especifica si es tracta del mateix personatge.
Austin Stoker fa el paper de MacDonald, el germà del Macdonald de la quarta pel·lícula interpretada per Hari Rhodes. Aquest personatge ha estat creat per pal·liar l'absència de l'actor que no va desitjar tornar a fer el paper.

## Rebuda
El lloc AlloCiné dona a la pel·lícula una nota mitjana de 2,6 sobre una escala de 5 i el lloc Internet Movie Database una nota mitjana de 5,2 sobre 10.